# Lagonomegopidae
Lagonomegopidae Eskov & Wunderlich, 1995 è una famiglia di ragni fossili del sottordine Araneomorphae.

## Descrizione
La famiglia ricorda i ragni appartenenti a quella, tuttora esistente, dei Palpimanidae.

## Distribuzione
Si tratta di una famiglia estinta di ragni le cui specie ad oggi note sono state scoperte nelle ambra della Birmania, della Spagna (Álava), della Russia (Taimyr), del New Jersey e della Giordania. Esse risalgono al Cretaceo.

## Tassonomia
A febbraio 2015, di questa famiglia fossile sono noti sei generi:
- Archaelagonops Wunderlich, 2012 †, Cretaceo
- Burlagonomegops Penney, 2005 †, Cretaceo
- Lagonoburmops Wunderlich, 2012 †, Cretaceo
- Lagonomegops Eskov & Wunderlich, 1995 †, Cretaceo
- Myanlagonops Wunderlich, 2012 †, Cretaceo
- Zarquagonomegops Kaddumi, 2007 †, Cretaceo